# Salvador Piñeiro
Salvador José Miguel Piñeiro García-Calderón (* Lima, 27 de enero de 1949) es un sacerdote diocesano peruano, obispo Castrense del Perú. Actual arzobispo de Ayacucho, fue presidente de la Conferencia Episcopal Peruana.

## Biografía
Salvador Piñeiro es hijo de Salvador Piñeiro Nesanovich y de Carmen García Calderón. Realizó sus estudios escolares en el Colegio La Salle de Lima. Cursó sus estudios de filosofía y de teología en la Facultad de Teología Pontificia y Civil de Lima. Obtuvo la Maestría en Educación y Licenciatura en Teología. 
Ingresó al Seminario Mayor de Santo Toribio en el año 1965. Recibió la ordenación sacerdotal, el 6 de mayo de 1973 de manos del Cardenal Juan Landázuri Ricketts. 
En su Ministerio Pastoral desempeñó los siguientes cargos: vicario parroquial, profesor de Filosofía y Teología en la Facultad de Teología, profesor de la Escuela de Catequesis, párroco de Nuestra Señora del Carmen de San Miguel, párroco de la Santísima Cruz de Barranco en donde se le recuerda con mucho cariño por el trabajo realizado con la comunidad y especialmente con la Hermandad del Señor de los Milagros de Barranco, rector del Seminario Mayor de Santo Toribio, vicario para la Pastoral, vicario general de la Arquidiócesis de Lima, vicario episcopal regional, párroco de Santa Rosa de Lima de Lince. Ha colaborado en diversos medios de comunicación, especialmente en el programa diario de meditación, durante 16 años en radio Omega. 
Salvador Piñeiro se ordenó como Obispo y tomó posesión canónica del Obispado Castrense del Perú, en la Catedral de Lima, el 2 de septiembre del 2001. Fue nombrado Obispo Auxiliar de Lurín el 8 de julio de 2003 para ayudar a Monseñor José Ramón Gurruchaga, S.D.B, cargo que desempeñó hasta el 2006 con el nombramiento de Monseñor Carlos García Camader como Obispo de la Diócesis de Lurín. 
El 7 de agosto del 2011, Monseñor Salvador Piñeiro fue nombrado como arzobispo metropolitano de la Arquidiócesis de Ayacucho o Huamanga, en sucesión de Luis Sebastiani, S.M. El nuevo Arzobispo tomó posesión del Arzobispado de Ayacucho el dos de octubre del 2011.
El 25 de enero de 2012, en la 99 Asamblea Ordinaria de Obispos del Perú, fue elegido nuevo presidente de la Conferencia Episcopal Peruana (CEP) para el período 2012 - 2015, siendo reelecto para el período 2015-2018 2018-2021 -2021 -2024